# ドン貫太郎
ドン 貫太郎（どん かんたろう、1953年4月28日 - 2013年?）は、日本の元俳優。本名は河東 甫（かわひがし はじめ）。岩手県出身。

## 来歴・人物
- コスモプロジェクトに所属していた。
- 1990年代から2000年代初頭にかけて脇役を中心に活躍。
- スーパー戦隊シリーズとの接点も深く、敵キャラの化身体の役も含めて合計5作品にゲスト出演を果たす。
- 恰幅の良い、ずっしりとした体型が売りであった。
- 2005年頃、名古屋地方公演中に倒れて病院に搬送され、精査の結果、脳腫瘍・脳出血の存在が判明。一命はとりとめたものの、身体機能に障害を残してしまう。
- 2008年、リハビリを続けた後に舞台復帰を果たす[2]。
- 高橋浩二朗のブログによると、2013年頃に死去したとされる[2] 。

## 出演作品

### テレビドラマ
※出典
- スーパー戦隊シリーズ（ANB）
  - 地球戦隊ファイブマン 第6話「働き者は嫌いだ」（1990年4月6日） - 亮太の父 役
  - 鳥人戦隊ジェットマン 第21話「歩くゴミ」（1991年7月5日） - 井口 役
  - 忍者戦隊カクレンジャー 第3話「アメリカン忍者」（1994年3月4日） - 運転手・妖怪オボログルマ 役
  - 電磁戦隊メガレンジャー（1997年） - 焼肉屋のおやじ 役
    - 第16話「激ヤバ! オレたち死ぬのか?」（6月1日）
    - 第23話「なんでだ! オレのたまごはネジレ獣」（7月27日）

  - 未来戦隊タイムレンジャー Case File 16「そばにある夢」（2000年5月28日） - 謎の美食家・ビンセント
- カプセルマン（KTV, 1990年4月16日 - 20日）
- 日本一のカッ飛び男 第8話（CX, 1990年5月27日）
- リトルステップ〜命の限り踊りたい〜（TBS, 1990年6月4日）
- ごきげんよう! 横断歩道でつかまえて（TBS, 1990年6月30日）
- 美少女仮面ポワトリン 第27話「哀愁の幽霊蚊取り線香」（CX,1990年7月8日） - 閻魔大王
- 都会の森 第2話（TBS, 1990年7月13日）
- 悶絶!電脳固め（KTV, 1990年8月13日 - 17日）
- 芸能社会 第8話（TBS, 1990年8月30日）
- はりつけ島連続殺人 なんでも屋探偵帖（ABC, 1990年9月18日）
- 女と男が愛する時（CX, 1990年10月19日）
- ペテン師軍団10億円パーフェクトゲーム!（ABC, 1991年1月15日）
- さすらい刑事旅情編シリーズ（ANB）
  - さすらい刑事旅情編III 第22話「疑惑のカプセル！美人添乗員の犯罪」（1991年3月13日)
  - さすらい刑事旅情編VII 第16話「不器用な男の犯罪！母の裏切り」（1995年2月15日）
- もう誰も愛さない 第7話（CX, 1991年5月23日）
- 大河ドラマ（NHK）
  - 太平記 32話（1991年8月11日） - 今川範国
  - 花の乱 第30話（1994年10月23日） - 物集女光重
- 世にも奇妙な物語 第2シリーズ（CX, 1991年）
  - 『峠の茶屋』（2月14日）
  - 『ど忘れ』（3月21日）
  - 『三人死ぬ』（5月30日）
- 大人は判ってくれない 第6回「素晴らしき日曜日」（CX, 1992年2月20日）
- 大江戸捜査網II 第21話（TX, 1992年3月6日）
- 愛という名のもとに 第10話（CX, 1992年3月12日）
- 名古屋出戻り物語（THK, 1992年3月27日）
- 君たちがいて僕がいる 第1弾（CX, 1992年4月17日）
- 世にも奇妙な物語 第3シリーズ「もれパス係長」（CX, 1992年5月21日）
- 裏刑事　URADEKA 第7話（ABC, 1992年5月26日）
- 法医学教室の事件ファイル 第1シリーズ 第1話（ANB, 1992年7月2日）
- ずっとあなたが好きだった 第2話（TBS, 1992年7月10日）
- 教師夏休み物語 第6話（NTV, 1992年8月5日）
- 十年愛 第8話（TBS, 1992年12月4日）
- 腕におぼえあり3 第5話（NHK, 1992年2月5日）
- 七人の女弁護士 第3シリーズ 第8話（ANB, 1993年2月25日）
- お助け同心が行く! 第1話（TX, 1993年4月9日）
- 谷口六三商店 第4話（TBS, 1993年5月4日）
- 日曜はダメよ 第5話（NTV, 1993年5月15日）
- 炎立つ（NHK, 1993年7月4日 - 1994年3月13日）
- If もしも（#10）『結婚して子供を産みますか、就職してキャリアをめざしますか』（CX, 1993年7月15日）
- 湘南女子寮物語 第10話（ANB, 1993年9月20日）
- 新空港物語 第5話（ANB, 1994年2月3日）
- はぐれ刑事純情派シリーズ（ANB）
  - 第7シリーズ 第13話「血液型殺人事件・疑惑の男友達」（1994年6月29日）
  - 第12シリーズ 第26話「安浦刑事祭り太鼓を打つ!喪服の女」（1999年9月22日）
- 夏は秘密がいっぱい！（TBS, 1994年7月25日 - 9月2日）
- 僕が彼女に、借金をした理由。第3話（TBS, 1994年10月28日）
- ヘルプ! 第1話（CX, 1995年1月13日）
- 味いちもんめ 第1シリーズ 第8話（ANB, 1995年3月2日）
- 同居人カップルの殺人推理旅行(2)　赤い花の証言（ANB, 1995年3月11日）
- 俺たちの銀行強盗（ANB, 1996年1月6日）
- 古畑任三郎 S2第4話「赤か、青か」（通算第17回、1996年1月31日、フジテレビ）
- せつない探偵　柚木草平の殺人レポート(1)（CX, 1996年3月8日）
- 新・女弁護士 朝吹里矢子　逆転の法廷！（ANB, 1996年3月23日） - 刑事 役
- なんでも屋探偵帳２（ABC, 1996年5月18日） - 五郎の中学時代の同級生 役
- ドラマ新銀河（NHK）
  - 素敵に女ざかり ルームメイツ（1996年） - 広田 役
- ３番テーブルの客 第18話（CX, 1997年2月24日）
- 友達の恋人 第3話（TBS, 1997年4月24日）
- 月の輝く夜だから（CX, 1997年7月1日 - 9月16日）
- 踊る大捜査線　歳末特別警戒スペシャル（CX, 1997年12月30日）
- Days（CX, 1998年1月12日 - 3月23日）
- ニュースの女 第11話（CX, 1998年3月18日）
- 世にも奇妙な物語　春の特別編（CX, 1998年4月8日）
- 恋は桃色（NTV, 1998年8月4日 - 8月25日）
- ナースな探偵(2)～幽霊は復讐する～（CX, 1998年10月9日）
- 身辺警護２（NTV, 1998年10月20日）
- 救命病棟24時 第1シリーズ 第8話（CX, 1999年2月23日）
- 天使のお仕事 第10話（CX, 1999年3月10日）
- はぐれ刑事純情派
- 意地悪ばあさんリターンズ（CX, 1999年10月12日）
- 月下の棋士 第8話（ANB, 2000年3月6日）
- はみだし刑事情熱系 第4シリーズ 第22話（ANB, 2000年3月15日）
- 天気予報の恋人 第6話（CX, 2000年5月15日）
- やまとなでしこ 第8話（CX, 2000年11月27日）
- ざけんなョ!!10（BSフジ, 2011年5月18日）　※1997年度制作作品

### 映画
- スウィートルーム2（監督: 川崎善広, 1993年4月28日公開）[4]